# Eurymorion
Eurymorion (Millidge, 1993) è un genere di ragni appartenente alla famiglia Linyphiidae.

## Distribuzione
Le cinque specie oggi note di questo genere sono state rinvenute in Brasile: la E. triunfo è stata rinvenuta anche in Bolivia.

## Tassonomia
La denominazione attuale è stata attribuita in un lavoro di Platnick (1993c), in quanto il nome precedente attribuito da Millidge, Eurycolon Millidge, 1991, era già occupato precedentemente da Eurycolon Ganglbauer, 1899, sottogenere di coleotteri stafilinidi della famiglia Leiodidae.
A giugno 2012, si compone di cinque specie:
- Eurymorion insigne (Millidge, 1991)[3] — Brasile
- Eurymorion mourai Rodrigues & Ott, 2010 — Brasile
- Eurymorion murici Rodrigues & Ott, 2010 — Brasile
- Eurymorion nobile (Millidge, 1991) — Brasile
- Eurymorion triunfo Rodrigues & Ott, 2010 — Brasile, Bolivia